# 獨身主義
獨身主義是自願未婚、性禁慾或兩者兼有的狀態。很多人因為不同原因保持獨身，可能是為了追求理想，或为了保留個人自由不想受拘束，或因为宗教禁欲主义等等。独身主义与禁欲主张部分相通。不同的宗教對於獨身主義看法各不相同，例如猶太教強烈反對獨身。

## 另見
- 大齡單身女性
- 單身貴族
- 禁慾主義
- MGTOW
- 非自願獨身
- 反出生主義
- 梵行期